# 121-й стрелковый корпус
121-й стрелковый корпус — общевойсковое формирование (соединение, стрелковый корпус) РККА Вооружённых Сил СССР.
Условное наименование — войсковая часть полевая почта (в/ч пп) № 3937.
Сокращённое наименование — 121-й ск.

## История формирования
В соответствии с Приказом Командующего Белорусским фронтом № 00104 от 28 ноября 1943 года в городе Клинцы Брянской области было сформировано управление 121-го стрелкового корпуса. Командиром корпуса был назначен генерал-майор Смирнов.
В первоначальный состав корпуса вошли:
- 140-я стрелковая дивизия
- 1006-й отдельный батальон связи
- 925-й отдельный сапёрный батальон
- 3937-я военно-почтовая станция

## Участие в боевых действиях
Период вхождения в действующую армию: 28 ноября 1943 года — 9 мая 1945 года.
С 15 декабря 1943 года по 21 февраля 1944 года, в составе 50-й армии, части 121-го стрелкового корпуса находились в обороне в районе западнее населённого пункта Смолица Быховского района Могилёвской области.
С 22 февраля по 2 марта 1944 года по корпус перешёл в наступление с задачей выйти на рубеж Красный Пахарь — Залесская Слобода — Новая Боярщина.
С 3 по 25 марта 1944 года части корпуса находились в обороне на рубеже Яново — Староселье.
С 25 марта по 3 апреля 1944 года корпус ведёт наступательные бои по улучшению своих позиций на рубеже Яново — Староселье.
С 4 апреля по 23 июня 1944 года части корпуса находились в обороне на рубеже Устье — Усушек — Дворовы — Мамочино.
С 24 июня 1944 года части корпуса с боями вели преследование отходящего противника в западном направлении, форсировали реки Проня, Роста, Днепр, овладели городом Могилёв, Щучин, Скидель и способствовали овладению городом Гродно с выходом к реке Бжозувка.
С 19 июля 1944 года и до конца войны корпус воевал в составе 49-й армии 2-го Белорусского фронта, участвовал в Белорусской, Восточно-Прусской, Восточно-Померанской, Берлинской наступательных операциях, в освобождении и захвате городов Ломжа, Чаусы, Осовец, Черск, Ломжа, Бабинтен, Пуппен, Гданьск, Везенберг, Гартц, Лихен, Миров.

## Подчинение и состав
| Дата       | Фронт                 | Армия                 | Состав (стрелковые формирования)                                           | Другие части | Примечания |
| ---------- | --------------------- | --------------------- | -------------------------------------------------------------------------- | --- | ---------- |
| 01.12.1943 | Белорусский фронт     | фронтового подчинения | 140-я стрелковая дивизия                                                   | 1006-й отдельный батальон связи 925-й отдельный сапёрный батальон 3937-я военно-почтовая станция                                  | —          |
| 01.01.1944 | Белорусский фронт     | фронтового подчинения | 23-я стрелковая дивизия 218-я стрелковая дивизия                           | 1006-й отдельный батальон связи 925-й отдельный сапёрный батальон 3937-я военно-почтовая станция                                  | —          |
| 01.02.1944 | Белорусский фронт     | 50-я армия            | 108-я стрелковая дивизия 110-я стрелковая дивизия 413-я стрелковая дивизия | 1006-й отдельный батальон связи 925-й отдельный сапёрный батальон 3937-я военно-почтовая станция                                  | —          |
| 01.03.1944 | 1-й Белорусский фронт | 50-я армия            | 110-я стрелковая дивизия 324-я стрелковая дивизия 380-я стрелковая дивизия | 1006-й отдельный батальон связи 925-й отдельный сапёрный батальон 3937-я военно-почтовая станция                                  | —          |
| 01.04.1944 | 1-й Белорусский фронт | 50-я армия            | 110-я стрелковая дивизия 324-я стрелковая дивизия 380-я стрелковая дивизия | 1006-й отдельный батальон связи 925-й отдельный сапёрный батальон 3937-я военно-почтовая станция                                  | —          |
| 01.05.1944 | 2-й Белорусский фронт | 50-я армия            | 110-я стрелковая дивизия 369-я стрелковая дивизия 380-я стрелковая дивизия | 1006-й отдельный батальон связи 925-й отдельный сапёрный батальон 3937-я военно-почтовая станция                                  | —          |
| 01.06.1944 | 2-й Белорусский фронт | 50-я армия            | 110-я стрелковая дивизия 369-я стрелковая дивизия 380-я стрелковая дивизия | 1006-й отдельный батальон связи 925-й отдельный сапёрный батальон 3937-я военно-почтовая станция                                  | —          |
| 01.07.1944 | 2-й Белорусский фронт | 50-я армия            | 139-я стрелковая дивизия 238-я стрелковая дивизия 330-я стрелковая дивизия | 1006-й отдельный батальон связи 925-й отдельный сапёрный батальон 3937-я военно-почтовая станция                                  | —          |
| 01.08.1944 | 2-й Белорусский фронт | 49-я армия            | 64-я стрелковая дивизия 139-я стрелковая дивизия 238-я стрелковая дивизия  | 1006-й отдельный батальон связи 925-й отдельный сапёрный батальон 3937-я военно-почтовая станция                                  | —          |
| 01.09.1944 | 2-й Белорусский фронт | 49-я армия            | 238-я стрелковая дивизия 330-я стрелковая дивизия 385-я стрелковая дивизия | 1006-й отдельный батальон связи 925-й отдельный сапёрный батальон 3937-я военно-почтовая станция                                  | —          |
| 01.10.1944 | 2-й Белорусский фронт | 49-я армия            | 199-я стрелковая дивизия 238-я стрелковая дивизия 380-я стрелковая дивизия | 1006-й отдельный батальон связи 925-й отдельный сапёрный батальон 408-я полевая авторемонтная база 3937-я военно-почтовая станция | —          |
| 01.11.1944 | 2-й Белорусский фронт | 49-я армия            | 42-я стрелковая дивизия 343-я стрелковая дивизия 380-я стрелковая дивизия  | 1006-й отдельный батальон связи 925-й отдельный сапёрный батальон 408-я полевая авторемонтная база 3937-я военно-почтовая станция | —          |
| 01.12.1944 | 2-й Белорусский фронт | 49-я армия            | 199-я стрелковая дивизия 343-я стрелковая дивизия 380-я стрелковая дивизия | 1006-й отдельный батальон связи 925-й отдельный сапёрный батальон 408-я полевая авторемонтная база 3937-я военно-почтовая станция | —          |
| 01.01.1945 | 2-й Белорусский фронт | 49-я армия            | 42-я стрелковая дивизия 199-я стрелковая дивизия 380-я стрелковая дивизия  | 1006-й отдельный батальон связи 925-й отдельный сапёрный батальон 408-я полевая авторемонтная база 3937-я военно-почтовая станция | —          |
| 01.02.1945 | 2-й Белорусский фронт | 49-я армия            | 42-я стрелковая дивизия 199-я стрелковая дивизия 380-я стрелковая дивизия  | 1006-й отдельный батальон связи 925-й отдельный сапёрный батальон 408-я полевая авторемонтная база 3937-я военно-почтовая станция | —          |
| 01.03.1945 | 2-й Белорусский фронт | 49-я армия            | 42-я стрелковая дивизия 199-я стрелковая дивизия 385-я стрелковая дивизия  | 1006-й отдельный батальон связи 925-й отдельный сапёрный батальон 408-я полевая авторемонтная база 3937-я военно-почтовая станция | —          |
| 01.04.1945 | 2-й Белорусский фронт | 49-я армия            | 199-я стрелковая дивизия 200-я стрелковая дивизия 385-я стрелковая дивизия | 1006-й отдельный батальон связи 925-й отдельный сапёрный батальон 408-я полевая авторемонтная база 3937-я военно-почтовая станция | —          |
| 01.05.1945 | 2-й Белорусский фронт | 49-я армия            | 42-я стрелковая дивизия 191-я стрелковая дивизия 199-я стрелковая дивизия  | 1006-й отдельный батальон связи 925-й отдельный сапёрный батальон 408-я полевая авторемонтная база 3937-я военно-почтовая станция | —          |

## Благодарности, объявленные личному составу корпуса в Приказах Верховного Главнокомандующего
- За форсирование реки Проня и прорыве обороны противника. 25 июня 1944 года. № 117
- За форсирование реки Днепр и за освобождение крупного областного центра Белоруссии города Могилёв — оперативно важного узла обороны немцев на минском направлении, а также за овладение городами Шклов и Быхов. 28 июня 1944 года. № 122
- За участие в боях по освобождению городом и крепостью Осовец — мощного укреплённого района обороны немцев на реке Бобр, прикрывающего подступы к границам Восточной Пруссии. 14 августа 1944 года. № 166
- За освобождение города и крепости Ломжа — важного опорного пункта обороны немцев на реке Нарев. 13 сентября 1944 года. № 186
- За овладение городом Черск — важным узлом коммуникаций и сильным опорным пунктом обороны немцев в северо-западной части Польши. 21 февраля 1945 года. № 283
- За овладение городом и крепостью Гданьск (Данциг) — важнейшим портом и первоклассной военно-морской базой немцев на Балтийском море. 30 марта 1945 года. № 319.
- За форсирование восточного и западного Одера южнее Штеттина, прорыв сильно укреплённую оборону немцев на западном берегу Одера и овладение главным городом Померании и крупным морским портом Штеттин, а также занятие городов Гартц, Пенкун, Казеков, Шведт. 26 апреля 1945 года. № 344
- За овладение городами Пренцлау, Ангермюнде — важными опорными пунктами обороны немцев в Западной Померании. 27 апреля 1945 года. № 348
- За овладение городами Эггезин, Торгелов, Пазевальк, Штрасбург, Темплин — важными опорными пунктами обороны немцев в Западной Померании. 28 апреля 1945 года. № 350
- За овладение городами Грайфсвальд, Трептов, Нойштрелитц, Фюрстенберг, Гранзее — важными узлами дорог в северо-западной части Померании и в Мекленбурге. 30 апреля 1945 года. № 352
- За овладение городами Штральзунд, Гриммен, Деммин, Мальхин, Варен, Везенберг — важными узлами дорог и сильными опорными пунктами обороны немцев. 1 мая 1945 года. № 354
- За овладение городами Росток, Варнемюнде — крупными портами и важными военно-морскими базами немцев на Балтийском море, а также городами Рибнитц, Марлов, Лааге, Тетеров, Миров. 2 мая 1945 года. № 358.
- За овладение городами Барт, Бад-Доберан, Нойбуков, Варин, Виттенберге и за соединение на линии Висмар — Виттенберге с союзными нам английскими войсками. 3 мая 1945 года. № 360

### Награды частей корпусного подчинения
- 1006 отдельный Гданьский[5] ордена Красной Звезды[6] батальон связи

## Командование корпуса

### Командиры
- Смирнов, Дмитрий Иванович (декабрь 1943 — июль 1945), генерал-майор, с 1945 года генерал-лейтенант

### Начальники штаба
- Мозолевский, Витольд Александрович (декабрь 1943 — апрель 1944), генерал-майор
- Жаринов, Василий Андреевич (апрель 1944 — июль 1945), полковник